# Liste des matchs de l'équipe de Tahiti de football par adversaire
Cette liste présente les matchs de l'équipe de Tahiti de football par adversaire rencontré. Lorsqu'une rivalité footballistique particulière existe entre Tahiti et un autre pays, une page spécifique est parfois proposée.
- Haut – A
- B
- C
- D
- E
- F
- G
- H
- I
- J
- K
- L
- M
- N
- O
- P
- Q
- R
- S
- T
- U
- V
- W
- X
- Y
- Z

## A

### Australie
Confrontations entre l'Australie et Tahiti :
| Date              | Lieu                        | Match              | Score    | Compétition                                |
| 3 mars 1980       | Nouméa Nouvelle-Calédonie   | Australie - Tahiti | 4-2      | Coupe d'Océanie 1980                       |
| 11 septembre 1992 | Papeete Polynésie française | Tahiti - Australie | 0-3      | Qualifications pour la Coupe du monde 1994 |
| 20 septembre 1992 | Brisbane Australie          | Australie - Tahiti | 2-0      | Qualifications pour la Coupe du monde 1994 |
| 26 octobre 1996   | Papeete Polynésie française | Tahiti - Australie | 0-6      | Coupe d'Océanie 1996                       |
| 1er novembre 1996 | Canberra Australie          | Australie - Tahiti | 5-0      | Coupe d'Océanie 1996                       |
| 13 juin 1997      | Sydney Australie            | Australie - Tahiti | 5-0      | Qualifications pour la Coupe du monde 1998 |
| 19 juin 1997      | Sydney Australie            | Tahiti - Australie | 0-2      | Qualifications pour la Coupe du monde 1998 |
| 2 octobre 1998    | Brisbane Australie          | Australie - Tahiti | 4-1      | Coupe d'Océanie 1998                       |
| 12 juillet 2002   | Auckland Nouvelle-Zélande   | Australie - Tahiti | 2-1 a.p. | Coupe d'Océanie 2002                       |
| 31 mai 2004       | Adelaide Australie          | Australie - Tahiti | 9-0      | Qualifications pour la Coupe du monde 2006 |

Bilan
- Total de matchs disputés : 10
- Victoires de l'équipe d'Australie : 10
- Victoires de l'équipe de Tahiti : 0
- Match nul : 0

## E

### Espagne
| Date         | Lieu                   | Match            | Score | Compétition                              |
| 20 juin 2013 | Rio de Janeiro, Brésil | Espagne – Tahiti | 10-0  | Coupe des confédérations 2013 (1er tour) |

Bilan
- Total de matchs disputés : 1
- Victoires de l'équipe d'Espagne : 1
- Victoires de l'équipe de Tahiti : 0
- Match nul : 0

## F

### Fidji
| Date               | Lieu                                    | Match          | Score | Compétition                     |
| 16 août 1969       | Port-Moresby, Papouasie-Nouvelle-Guinée | Tahiti – Fidji | 3-1   | Jeux du Pacifique Sud 1969      |
| 23 février 1973    | Auckland, Nouvelle-Zélande              | Tahiti – Fidji | 4-0   | Coupe d'Océanie 1973            |
| 7 août 1975        | Tamuning, Guam                          | Tahiti – Fidji | 3-0   | Jeux du Pacifique Sud 1975      |
| 7 septembre 1979   | Suva, Fidji                             | Fidji – Tahiti | 0-3   | Jeux du Pacifique Sud 1979      |
| 29 février 1980    | Nouméa, Nouvelle-Calédonie              | Tahiti – Fidji | 6-3   | Coupe d'Océanie 1980            |
| ?? juillet 1980    | Fidji                                   | Fidji – Tahiti | 1-1   | Match amical                    |
| ?? juillet 1980    | Fidji                                   | Fidji – Tahiti | 1-1   | Match amical                    |
| ?? juillet 1980    | Fidji                                   | Fidji – Tahiti | 1-1   | Match amical                    |
| ??.03.1981         | Papeete, Polynésie française            | Tahiti – Fidji | 2-1   | Match amical                    |
| ??.03.1981         | Papeete, Polynésie française            | Tahiti – Fidji | 1-0   | Match amical                    |
| 11 juillet 1981    | Honiara, îles Salomon                   | Tahiti – Fidji | 6-0   | Mini Jeux du Pacifique Sud 1981 |
| 15 septembre 1983  | Apia, Samoa                             | Tahiti – Fidji | 1-0   | Jeux du Pacifique Sud 1983      |
| 14 juillet 1985    | Fidji                                   | Fidji – Tahiti | 1-2   | Match amical                    |
| 14 septembre 1991  | Lae, Papouasie-Nouvelle-Guinée          | Tahiti – Fidji | 0-3   | Jeux du Pacifique Sud 1991      |
| 30 novembre 1993   | Papeete, Polynésie française            | Tahiti – Fidji | 3-0   | Match amical                    |
| 9 décembre 1993    | Vanuatu                                 | Tahiti – Fidji | 1-0   | Mini Jeux du Pacifique Sud 1993 |
| 16 décembre 1993   | Vanuatu                                 | Tahiti – Fidji | 3-0   | Mini Jeux du Pacifique Sud 1993 |
| 23 mai 1994        | Suva, Fidji                             | Fidji – Tahiti | 2-2   | Match amical                    |
| 25 mai 1994        | Suva, Fidji                             | Fidji – Tahiti | 2-0   | Match amical                    |
| 24 mars 1995       | Papeete, Polynésie française            | Tahiti – Fidji | 3-3   | Match amical                    |
| 30 mars 1995       | Papeete, Polynésie française            | Tahiti – Fidji | 3-0   | Match amical                    |
| 4 octobre 1998     | Brisbane, Australie                     | Fidji – Tahiti | 4-2   | Coupe d'Océanie 1998            |
| 9 juillet 2003     | Lautoka, Fidji                          | Fidji – Tahiti | 2-1   | Jeux du Pacifique Sud 2003      |
| 29 mai 2004        | Adélaïde, Australie                     | Tahiti – Fidji | 0-0   | Coupe d'Océanie 2004            |
| 1er septembre 2007 | Apia, Samoa                             | Fidji – Tahiti | 4-0   | Jeux du Pacifique Sud 2007      |
| 27 août 2011       | Boulari, Nouvelle-Calédonie             | Fidji – Tahiti | 3-0   | Jeux du Pacifique 2011          |
| 9 septembre 2011   | Boulari, Nouvelle-Calédonie             | Tahiti – Fidji | 2-1   | Jeux du Pacifique 2011          |

## G

### Guadeloupe
| Date              | Lieu                               | Match               | Score       | Compétition                          |
| 30 septembre 2008 | Clairefontaine-en-Yvelines, France | Tahiti - Guadeloupe | 0-1         | Coupe de l'Outre-Mer 2008 (1er tour) |
| 26 septembre 2010 | Viry-Châtillon, France             | Guadeloupe – Tahiti | 1-1 tab 2-4 | Coupe de l'Outre-Mer 2010 (1er tour) |

Bilan
- Total de matchs disputés : 2
- Victoires de l'équipe de Guadeloupe : 1
- Victoires de l'équipe de Tahiti : 0
- Match nul : 1

### Guam
| Date             | Lieu                           | Match         | Score | Compétition                                |
| 9 septembre 1991 | Lae, Papouasie-Nouvelle-Guinée | Tahiti - Guam | 15-1  | Jeux du Pacifique Sud 1991 (1er tour)      |
| 7 décembre 1993  | Port-Vila, Vanuatu             | Tahiti - Guam | 11-0  | Mini-Jeux du Pacifique Sud 1993 (1er tour) |

Bilan
- Total de matchs disputés : 2
- Victoires de l'équipe de Guam : 0
- Victoires de l'équipe de Tahiti : 2
- Match nul : 0

### Guyane française
| Date              | Lieu                               | Match                     | Score | Compétition                                        |
| 28 septembre 2012 | Clairefontaine-en-Yvelines, France | Guyane française – Tahiti | 2-1   | Coupe de l'Outre-Mer 2012 (Match pour la 5e place) |

Bilan
- Total de matchs disputés : 1
- Victoires de l'équipe de Guyane : 1
- Victoires de l'équipe de Tahiti : 0
- Match nul : 0

## K

### Kiribati
| Date             | Lieu                             | Match             | Score | Compétition                       |
| 5 septembre 2011 | Le Mont-Dore, Nouvelle-Calédonie | Kiribati – Tahiti | 1-17  | Jeux du Pacifique 2011 (1er tour) |

Bilan
- Total de matchs disputés : 1
- Victoires de l'équipe des Kiribati : 0
- Victoires de l'équipe de Tahiti : 1
- Match nul : 0

## M

### Mariannes du Nord
| Date             | Lieu                  | Match                           | Score | Compétition                       |
| 24 novembre 2023 | Honiara, îles Salomon | îles Mariannes du Nord - Tahiti | 0-5   | Jeux du Pacifique 2023 (1er tour) |

Bilan
- Total de matchs disputés : 1
- Victoires de l'équipe des Mariannes du Nord : 0
- Victoires de l'équipe de Tahiti : 1
- Match nul : 0

### Martinique
| Date              | Lieu                     | Match               | Score | Compétition                          |
| 27 septembre 2008 | Melun, France            | Tahiti - Martinique | 0-1   | Coupe de l'Outre-Mer 2008 (1er tour) |
| 23 septembre 2010 | Viry-Châtillon, France   | Martinique – Tahiti | 4-1   | Coupe de l'Outre-Mer 2010 (1er tour) |
| 24 septembre 2012 | Corbeil-Essonnes, France | Martinique – Tahiti | 2-3   | Coupe de l'Outre-Mer 2012 (1er tour) |

Bilan
- Total de matchs disputés : 3
- Victoires de l'équipe de la Martinique : 2
- Victoires de l'équipe de Tahiti : 1
- Match nul : 0

### Mayotte
| Date              | Lieu                        | Match            | Score | Compétition                          |
| 22 septembre 2012 | Issy-les-Moulineaux, France | Tahiti - Mayotte | 1-3   | Coupe de l'Outre-Mer 2012 (1er tour) |

Bilan
- Total de matchs disputés : 1
- Victoires de l'équipe de Mayotte : 1
- Victoires de l'équipe de Tahiti : 0
- Match nul : 0

### Mexique
| Date             | Lieu                   | Match            | Score | Compétition  |
| 2 septembre 1980 | ?, Polynésie française | Tahiti - Mexique | 0-1   | Match amical |

Bilan
- Total de matchs disputés : 1
- Victoires de l'équipe du Mexique : 1
- Victoires de l'équipe de Tahiti : 0
- Match nul : 0

### Micronésie
| Date         | Lieu        | Match               | Score | Compétition                           |
| 30 juin 2003 | Suva, Fidji | Tahiti - Micronésie | 17-0  | Jeux du Pacifique Sud 2003 (1er tour) |

Bilan
- Total de matchs disputés : 1
- Victoires de l'équipe de Micronésie : 0
- Victoires de l'équipe de Tahiti : 1
- Match nul : 0

## N

### Nigeria
| Date         | Lieu                   | Match            | Score | Compétition                              |
| 17 juin 2013 | Rio de Janeiro, Brésil | Tahiti - Nigeria | 1-6   | Coupe des confédérations 2013 (1er tour) |

Bilan
- Total de matchs disputés : 1
- Victoires de l'équipe du Nigeria : 1
- Victoires de l'équipe de Tahiti : 0
- Match nul : 0

### Niue
| Date         | Lieu                     | Match         | Score | Compétition                           |
| 10 août 1983 | Apia, Samoa occidentales | Tahiti - Niue | 14-0  | Jeux du Pacifique Sud 1983 (1er tour) |

Bilan
- Total de matchs disputés : 1
- Victoires de l'équipe de Niue : 0
- Victoires de l'équipe de Tahiti : 1
- Match nul : 0

## U

### Uruguay
| Date         | Lieu           | Match            | Score | Compétition                              |
| 23 juin 2013 | Recife, Brésil | Uruguay – Tahiti | 8-0   | Coupe des confédérations 2013 (1er tour) |

Bilan
- Total de matchs disputés : 1
- Victoires de l'équipe d'Uruguay : 1
- Victoires de l'équipe de Tahiti : 0
- Match nul : 0

## W

### Wallis-et-Futuna
| Date             | Lieu                   | Match                     | Score | Compétition                           |
| 13 décembre 1966 | ?, Nouvelle-Calédonie  | Tahiti – Wallis-et-Futuna | 5-0   | Jeux du Pacifique Sud 1966 (1er tour) |
| 10 décembre 1987 | ?, Nouvelle-Calédonie  | Tahiti – Wallis-et-Futuna | 4-0   | Jeux du Pacifique Sud 1987 (1er tour) |
| 17 août 1995     | ?, Polynésie française | Tahiti – Wallis-et-Futuna | 13-0  | Jeux du Pacifique Sud 1995 (1er tour) |

Bilan
- Total de matchs disputés : 3
- Victoires de l'équipe de Wallis-et-Futuna : 0
- Victoires de l'équipe de Tahiti : 3
- Match nul : 0